# Tetragoneura robur
Tetragoneura robur är en tvåvingeart som beskrevs av Garrett 1925. Tetragoneura robur ingår i släktet Tetragoneura och familjen svampmyggor.
Artens utbredningsområde är British Columbia. Inga underarter finns listade i Catalogue of Life.